# 叔牙
叔牙（？—前662年），春秋魯國公子。第15代国君魯桓公第三子。姬姓，名牙、諡号僖。三桓之一叔孫氏之始祖，稱僖叔。魯國第16代君主魯莊公重臣。

## 生平
前662年，魯莊公死之前，問何人可繼，叔牙想擁立孟慶父為君，被弟弟季友以莊公之命賜死，说只有叔牙喝下鸩酒，才能保证叔牙子孙的禄位。叔牙自鴆后回家，走到逵泉去世，其子公孙兹被立为叔孙氏宗主。另一子武仲休为叔仲氏始祖。

## 影响
唐太宗读实录时，见玄武门之变的记载颇多隐晦，便说自己当时杀兄弟是为了国家，如同周公诛管蔡，季友杀叔牙，无需隐晦，要史官直书其事。